# Seguretat alimentària de Moçambic
Aquest és un article sobre la seguretat alimentària de Moçambic. Es calcula que el 64% de la població de Moçambic es troba en inseguretat alimentària, percentatge que augmenta al 75 % a la regió del sud.

## Factors de salut
Segons l'Informe sobre Desenvolupament Humà del Programa de les Nacions Unides per al Desenvolupament de 2009, aproximadament un 55 % de la població de Moçambic viu en la pobresa, gairebé la meitat són analfabet, vora el 40 % són malnodrits i el 47 % tenen accés a aigua potable, amb una esperança de vida de 48 anys. Moçambic ocupa el lloc 165è dels 169 països en Índex de desenvolupament humà
El país té una de les taxes més altes de prevalença de HIV/AIDS del món. La prevalença del virus HIV/AIDS a Moçambic és un punt addicional de vulnerabilitat per a les llars rurals pobres, agreujant la pobresa i els nivells de malnutrició. Aquests factors posen la producció agrícola del país en risc.

## Les pràctiques agrícoles
Amb més del 80 per cent de la seva població depèn de l'agricultura com a mitjà de vida, la seguretat alimentària de Moçambic pot ser extremadament volàtil. El 90% de la terra agrària es compon de granges de 10 hectàrees (25 acres) o menys. L'agricultura productiva a gran escala és pràcticament inexistent.
Moçambic pateix múltiples plagues. La més devastadora per a l'agricultura, de lluny, és la llagosta vermella, que és endèmica a la conca del Pungwe.

## Desastres naturals
Moçambic és particularment vulnerable als desastres naturals com sequeres i inundacions, amb un total de 15 en els últims 25 anys. Aquests esdeveniments danyen en gran manera el sector rural i l'economia general del país. Per exemple, les inundacions de 2000 van afectar uns 2 milions de persones, mentre que les sequeres de 1994 i 1996 van afectar 1,5 milions de persones al sud i el centre del país.
Els ciclons a Moçambic es produeixen durant la temporada de cultiu, d'octubre a abril. Per exemple, al febrer de 2007, el Cicló Flávio va causar danys generalitzats a les províncies de Manica, Sofala i Inhambane.
Els pobres són especialment vulnerables als riscos climàtics induïts pel simple fet de la seva pobresa. Les llars pobres tenen pocs actius per vendre i el seu consum és gairebé baix, pel que en temps d'escasseta no tenen gaire per protegir-se de la inseguretat alimentària. La majoria de les llars tenen pocs ingressos o seguretat alimentària real, i les llars encapçalades per dones tenen fins i tot menys.
Moçambic té un sistema relativament ben desenvolupat de prevenció de desastres a nivell de districte. Els projectes finançats pels donants relacionats amb el sistema d'alerta primerenca ajuden el govern a fer front a la inseguretat alimentària.